# Grawastar
Grawastar – hipotetyczny obiekt o masie i wielkości podobnej do czarnej dziury, ale mający materialną powierzchnię.  Teoria grawastarów została opracowana przez polskiego fizyka Pawła O. Mazura oraz Emila Mottolę w 2001 r.  Jest to teoria alternatywna do czarnych dziur.  
Powierzchnia grawastaru jest niezwykle cienka, dlatego dźwięk rozchodzi się w niej z prędkością światła. W środku grawastaru jest ciemna energia, której ciśnienie nie dopuszcza do tego, by grawastar utworzył czarną dziurę.  Wciąż prowadzone są dyskusje, czy takie obiekty mogłyby powstać i czy faktycznie istnieją.